# Megascolecidae
Famille
Les Megascolecidae sont une famille de vers de terre de l'ordre des Crassiclitellata.

## Systématique
Le nom valide complet (avec auteur) de ce taxon est Megascolecidae Rosa, 1891.

### Synonymes
Megascolecidae a pour synonymes :
- Cryptodrilidae Beddard, 1891
- Megascolecinae Rosa, 1891
- Perichaetidae Claus, 1880
- Perionycidae Benham, 1890

### Liste des genres
Selon le World Register of Marine Species (24 avril 2025) :
- Aceeca Blakemore, 2000
- Amphimiximus Blakemore, 2000
- Amynthas Kinberg, 1866
- Anisochaeta Beddard, 1890
- Anisogaster Blakemore, 2000
- Aporodrilus Blakemore, 2000
- Archipheretima Michaelsen, 1928
- Aridulodrilus Dyne, 2021
- Austrohoplochaetella Jamieson, 1971
- Balanta Michaelsen, 1898
- Begemius Easton, 1982
- Borgesia James, 1991
- Caecadrilus Blakemore, 2000
- Chetcodrilus Fender & McKey-Fender, 1990
- Comarodrilus Stephenson, 1915
- Cryptodrilus Fletcher, 1887
- Deodrilus Beddard, 1890
- Digaster Perrier, 1872
- Diporochaeta Beddard, 1890
- Eastoniella Jamieson, 1977
- Exxus Gates, 1959
- Fletcherodrilus Michaelsen, 1891
- Gastrodrilus Blakemore, 2000
- Gemascolex Edmonds & Jamieson, 1973
- Graliophilus Jamieson, 1971
- Heteroporodrilus Jamieson, 1970
- Hiatidrilus Jamieson, 1994
- Hickmaniella Jamieson, 1974
- Kanchuria Julka, 1988
- Kaxdrilus Fragoso & Rojas, 1994
- Lampito Kinberg, 1866
- Larsonidrilus James, 1993
- Mahbenus Bourne, 1894
- Mayadrilus Fragoso & Rojas, 1994
- Megascolex Templeton, 1844
- Megascolides McCoy, 1878
- Metapheretima Michaelsen, 1928
- Metaphire Sims & Easton, 1972
- Nelloscolex Gates, 1939
- Nexogaster Blakemore & Kingston, 1997
- Notoscolex Fletcher, 1887
- Oreoscolex Jamieson, 1973
- Parapheretima Cognetti de Martiis, 1912
- Paraplutellus Jamieson, 1972
- Perichaeta Schmarda, 1861
- Pericryptodrilus Jamieson, 1977
- Perionychella Michaelsen, 1907
- Perionyx Perrier, 1872
- Pheretima Kinberg, 1866
- Pinguidrilus Jamieson, 1974
- Pithemera Sims & Easton, 1972
- Planapheretima Michaelsen, 1934
- Pleionogaster Michaelsen, 1892
- Pleurochaeta Beddard, 1883
- Plionogaster Michaelsen, 1900
- Polypheretima Michaelsen, 1934
- Pontodrilus Perrier, 1874
- Propheretima Jamieson, 1995
- Protozapotecia James, 1993
- Provescus Blakemore, 2000
- Pseudocryptodrilus Jamieson, 1972
- Pseudonotoscolex Jamieson, 1971
- Retrovescus Blakemore, 1998
- Sebastianus Blakemore, 1997
- Simsia Jamieson, 1972
- Spenceriella Michaelsen, 1907
- Tassiedrilus Blakemore, 2000
- Terrisswalkerius Jamieson, 1994
- Tokea Benham, 1904
- Tonoscolex Gates, 1933
- Trichaeta Spencer, 1900
- Trinephrus Beddard, 1895
- Troyia Jamieson, 1977
- Vesiculodrilus Jamieson, 1973
- Woodwardiella Stephenson, 1925
- Zacharius Blakemore, 1997
- Zapatadrilus James, 1991

### Publication originale
- (de) Daniel Rosa, « Die exotischen Terricolen des k. k. naturhistorischen Hofmuseums », Annalen des K. K. naturhistorischen Hofmuseums, Wein, vol. 6,‎ 1891, p. 379–406 (lire en ligne , consulté le 24 avril 2025)